# Draw the Line
Draw the Line — пятый студийный альбом американской группы Aerosmith, выпущенный в 1977 году на лейбле Columbia Records.

## Об альбоме
Draw the Line был записан недалеко от Нью-Йорка в заброшенном женском монастыре, взятом в аренду для этой цели. Как следующему за Rocks, альбому Draw the Line в тот период было обеспечено признание критиков и коммерческий успех, но по качеству он уступал предыдущим работам. В группе царили межличностные конфликты и хаос, а жизнь на наркотиках сделала музыку «мутной» к тому моменту, когда записывался Draw the Line.

## Список композиций

### Сторона один
| №  | Название              | Автор(ы)                                  | Длительность |
| -- | --------------------- | ----------------------------------------- | ------------ |
| 1. | «Draw the Line»       | Стивен Тайлер, Джо Перри                  | 3:23         |
| 2. | «I Wanna Know Why»    | Стивен Тайлер, Джо Перри                  | 3:09         |
| 3. | «Critical Mass»       | Стивен Тайлер, Том Гамильтон, Джек Дуглас | 4:53         |
| 4. | «Get It Up»           | Стивен Тайлер, Джо Перри                  | 4:02         |
| 5. | «Bright Light Fright» | Джо Перри                                 | 2:19         |

### Сторона два
| №                   | Название              | Автор(ы)                                                              | Длительность |
| ------------------- | --------------------- | --------------------------------------------------------------------- | ------------ |
| 1.                  | «Kings and Queens»    | Стивен Тайлер, Брэд Уитфорд, Том Гамильтон, Джоуи Крамер, Джек Дуглас | 4:55         |
| 2.                  | «The Hand That Feeds» | Стивен Тайлер, Брэд Уитфорд, Том Гамильтон, Джоуи Крамер, Джек Дуглас | 4:23         |
| 3.                  | «Sight for Sore Eyes» | Джек Дуглас, Джо Перри, Стивен Тайлер, Дэвид Йохансен                 | 3:56         |
| 4.                  | «Milk Cow Blues»      | Кокомо Арнольд                                                        | 4:14         |
| Общая длительность: | Общая длительность:   | Общая длительность:                                                   | 35:14        |

## В записи участвовали
Aerosmith
- Том Гамильтон — бас-гитара, гитара,
- Джоуи Крамер — перкуссия, ударные, вокал
- Джо Перри — акустическая гитара, бас-гитара, электрогитара, перкуссия, вокал, 12-струнная гитара, слайд-гитара
- Стивен Тайлер — бас-гитара, губная гармоника, перкуссия, фортепиано, клавишные музыкальные инструменты, вокал
- Брэд Уитфорд — гитара

приглашённые музыканты
- Стэн Бронштейн — саксофон
- Скотт Кушни — фортепиано
- Джек Дуглас[англ.] — мандолина
- Карен Лоуренс[англ.] — фоновый вокал
- Пол Престопино[англ.] — банджо

технический персонал
- Джек Дуглас[англ.] — музыкальный продюсер, аранжировщик
- Aerosmith — музыкальный продюсер, аранжировщик
- Дэвид Кребс — исполнительный продюсер, менеджер проекта
- Стив Лебер — исполнительный продюсер, менеджер проекта
- Джей Мессина — звукоинженер
- Сэм Гинсберг — ассистент звукоинженера
- Джордж Марино — мастеринг-инженер[англ.]
- Эль Гиршфельд — рисунок на обложке

## Позиции в хит-парадах
Альбом
| Название чарта                 | Наивысшая позиция | Пребывание в чарте | Источник(и)          |
| ------------------------------ | ----------------- | ------------------ | -------------------- |
| Канада (RPM 100 Albums)        | 10                | 17 недель          | [ 24 ] [ 25 ] [ 26 ] |
| США (Billboard Top LPs & Tape) | 11                | 20 недель          | [ 27 ]               |
| Япония (Oricon)                | 9                 | нет данных         | [ 28 ]               |

Синглы
| Год выпуска сингла | Название чарта           | Наивысшая позиция | Пребывание в чарте | Источник(и)     |
| «Draw the Line»    | «Draw the Line»          | «Draw the Line»   | «Draw the Line»    | «Draw the Line» |
| ------------------ | ------------------------ | ----------------- | ------------------ | --------------- |
| 1977               | Канада (RPM 100 Singles) | 38                | 9 недель           | [ 29 ] [ 30 ]   |
| 1977               | США (Billboard Hot 100)  | 42                | 11 недель          | [ 31 ]          |
| «Kings and Queens» |                          |                   |                    |                 |
| 1978               | Канада (RPM 100 Singles) | 77                | 2 недели           | [ 32 ] [ 33 ]   |
| 1978               | США (Billboard Hot 100)  | 70                | 5 недель           | [ 34 ]          |

## Сертификации
| Регион                                                      | Сертификация  | Продажи    |
| ----------------------------------------------------------- | ------------- | ---------- |
| Канада (Music Canada)                                       | Золотой       | 50 000^    |
| США (RIAA)                                                  | 2× Платиновый | 2 000 000^ |
| Япония (RIAJ)                                               | Золотой       | 100 000    |
| ^ Данные о тиражах приведены только на основе сертификации. |               |            |